# Georges Lechein
 (mars 2014).
Si vous disposez d'ouvrages ou d'articles de référence ou si vous connaissez des sites web de qualité traitant du thème abordé ici, merci de compléter l'article en donnant les références utiles à sa vérifiabilité et en les liant à la section « Notes et références ».
Georges Lechein (1886 à Schaerbeek  - ?) est un résistant belge.
Lui et son épouse Thérèse Lauwereys  ont vécu deux guerres. Georges Lechein se distingue comme agent de renseignement durant la guerre de 14-18 et comme chef de réseau d'une organisation de résistance pendant la Seconde Guerre  mondiale .

« le devoir impérieux de perpétuer les noms des héros et des martyrs pour une postérité trop souvent oublieuse et ingrate   »

## Première Guerre mondiale
Il est alors agent et expert en renseignements militaires. Il travaille avec le Deuxième Bureau, le service de renseignements de l'armée française.

## Seconde Guerre mondiale
Il est le fondateur de l’organisation Portemine du Service de renseignement Zéro en juillet 1940. Recrute et structure rapidement. Il développe le réseau dans presque toute la Belgique.
Ses noms de code sont « Portemine », « Clément ».
Ses activités incluent
- les renseignements militaires, économiques, politiques et de sûreté;
- le dépistage de traîtres;
- le terrorisme anti-collaborationniste;
- l’hébergement et l’évacuation;
- l’aide aux réfractaires;
- le sabotage;
- la diffusion de tracts patriotiques et de la diffusion de la presse clandestine « La Libre Belgique Peter Pan »;
- la propagande défaitiste dans les milieux ennemis.

Capturé avenue Fonsny à Saint-Gilles, Hôtel des Acacias par la Geheime Feldpolizei le 20 mars 1942, il est déporté vers l’Allemagne le 28 juillet de la même année pour la prison de Bochum jusqu’au 18 août 1943, passe un mois au camp de Papenburg et est ensuite incarcéré à la prison de Brandebourg. Il comparaît le 11 janvier 1944 dans l’affaire Van Damme devant le Tribunal populaire de Berlin (Volksgerichtshof),. Son jugement est remis. Libéré par les Russes le 28 avril 1945, il rentre au pays début juin. Il est resté au secret toute la durée de sa captivité, régime Nacht und Nebel (Nuit et brouillard).

## Sources bibliographiques
- Livre d’Or de la Résistance belge, Éditions Leclercq, Bruxelles, 1948, p introduction note des éditeurs
- Fernand Strubbe, Services secrets belges 1940-1945, Union des services de renseignement et d'action, 2000, 672 p., p. 160, 308
- Yaëlle Van Crombrugge, Les Espions Zéro dans l'ombre du pouvoir, 1940-1944, Éditions Racine, 2013, p. ??
- CEGES